# Rockin' at the Hops
Albums de Chuck Berry
Berry Is on Top
(1959) New Juke Box Hits
(1961)
Singles
1. Childhood Sweetheart
Sortie : septembre 1959
2. Let It Rock
Sortie : janvier 1960
3. Bye Bye Johnny
Sortie : mai 1960
4. I Got to Find My Baby
Sortie : août 1960

Rockin' at the Hops est le quatrième album du guitariste, chanteur et auteur-compositeur américain Chuck Berry. Il est sorti en juillet 1960 chez Chess Records.

## Histoire
Huit des douze chansons de l'album proviennent de 45 tours parus en 1959 et 1960 : Childhood Sweetheart / Broken Arrow, Let It Rock / Too Pooped to Pop, Bye Bye Johnny (une suite de Johnny B. Goode) / Worried Life Blues et I Got to Find My Baby / Mad Lad. Les quatre autres chansons, Down the Road a Piece, Confessin' the Blues, Betty Jean et Driftin' Blues, sont inédites.

## Titres
Toutes les chansons sont écrites et composées par Chuck Berry, sauf mention contraire.

### Face 1
1. Bye Bye Johnny – 2:02
2. Worried Life Blues (Big Maceo Merriweather) – 2:07
3. Down the Road a Piece (Don Raye) – 2:10
4. Confessin' the Blues (Jay McShann, Walter Brown) – 2:06
5. Too Pooped to Pop (Billy Davis) – 2:31
6. Mad Lad – 2:06

### Face 2
1. I Got to Find My Baby – 2:12
2. Betty Jean – 2:25
3. Childhood Sweetheart – 2:40
4. Broken Arrow – 2:19
5. Driftin' Blues (Eddie Williams, Johnny Moore, Charles Brown) – 2:16
6. Let It Rock – 1:42

## Musiciens
- Chuck Berry : chant, guitare
- Willie Dixon : contrebasse
- Johnnie Johnson : piano
- Matt Murphy : guitare
- Fred Below, Ebbie Hardy : batterie
- L. C. Davis : saxophone ténor
- The Ecuadors : chœurs